# نمرتس‌پوستان
نمرتس‌پوستان (نام علمی: Nemertodermatida) نام یک شاخه از شاخه شگفت‌بی‌کاواک‌ریختان است.